# Волтер Д'Соуза (хокеїст на траві)
Волтер Д'Соуза (16 грудня 1920 — 23 серпня 1989) — індійський хокеїст на траві.
Олімпійський чемпіон 1948 року.